# Scontri di Detroit del 1967
La sommossa di Detroit del 1967, conosciuta anche come rivolta della 12th Street o Ribellione di Detroit del 1967, fu un violento tumulto che degenerò in una rivolta nella città di Detroit, durata dal 23 al 27 luglio 1967. L'evento scatenante fu un raid della polizia in un bar notturno privo di licenza, un blind pig, all'angolo tra la 12th Street (oggi Rosa Parks Boulevard) e Clairmount Street, nella zona Near West Side della città. Lo scontro della polizia con i clienti e i passanti si trasformò in una delle rivolte più letali e distruttive della storia degli Stati Uniti, con violenze e distruzioni maggiori di quelle della rivolta razziale di Detroit del 1943.
Per porre fine alla rivolta, il Governatore George W. Romney ordinò alla Guardia Nazionale del Michigan di dirigersi a Detroit, mentre il Presidente Lyndon B. Johnson mandò l'82nd Airborne Division e la 101st Airborne Division. Negli scontri ci furono 43 morti, 1 189 feriti, più di 7 200 arresti e più di 2 000 edifici distrutti. La portata della rivolta fu inferiore solamente ai disordini di New York del 1863, avvenuti durante la Guerra civile americana, e alla rivolta di Los Angeles del 1992. La rivolta ricevette un'ampia copertura da parte degli organi di informazione, con trasmissioni televisive dal vivo e dettagliati resoconti dai giornali e dalle riviste come Time e Life. Il Detroit Free Press vinse un Premio Pulitzer del 1968 per la copertura mediatica dell'evento.

## Cronologia
I crimini riferiti dalla polizia includevano saccheggi, incendi, e colpi di arma da fuoco ed avvennero in diverse aree di Detroit: nella zona ad ovest di Woodward Avenue, estendendosi dal quartiere della 12th Street a Grand River Avenue fino ad arrivare a sud a Michigan Avenue e Trumbull, vicino al Tiger Stadium. Ad est di Woodward, era coinvolta tutta l'area attorno alla zona est del Grand Boulevard, in direzione est-ovest poi nord-sud fino a Belle Isle Park. Tuttavia, l'intera città fu interessata tra la domenica del 23 luglio e giovedì 27. Nonostante alcuni bianchi abbiano partecipato alla sommossa, essa è ritenuta una rivolta afroamericana.
Il sindaco, Jerome Cavanagh, definì la situazione in quei giorni "critica" ma non "fuori controllo". Domenica 23 luglio 1967 emise un coprifuoco per l'intera città tra le 21 e le 5:30, proibì la vendita di alcolici e armi da fuoco oltre a limitare le altre attività commerciali.

### Domenica 23 luglio
All'incirca alle ore 03:45 del 23 luglio 1967, la polizia di Detroit fece irruzione nel club senza licenza nell'ufficio della United Community League for Civic Action  ("Lega Unita Comunitaria per l'Azione Civica") sopra un negozio di stampe sulla 12th Street. La polizia credeva di trovare all'interno dei semplici festaioli, mentre 82 afroamericani stavano festeggiando il ritorno di due loro compagni tornati dalla guerra del Vietnam. Le forze dell'ordine decisero di arrestare tutti i presenti e, mentre li scortavano alla centrale di polizia, una considerevole folla di curiosi si riversò nella strada sottostante. Walter Scott III, figlio di uno dei poliziotti che presero parte all'irruzione, si prese la responsabilità di affermare di essere stato lui a iniziare la rivolta, scagliando una bottiglia contro la polizia.
Dopo che l'ultima auto della polizia si allontanava colpita da sassi e pietre, la folla assaltò un negozio d'abiti adiacente, per dilagare poi in altri negozi vicini. La polizia di stato, gli sceriffi della Contea di Wayne e la Guardia Nazionale del Michigan furono allertati ma, dato che era un giorno festivo, occorsero diverse ore al commissario Ray Girardin per riunire un numero sufficiente di uomini. Nel frattempo, testimoni descrissero la scena sulla 12th Street come "carnevalesca" mentre la polizia, in numero inadeguato e convinta che la rivolta si sarebbe spenta rapidamente, rimaneva a guardare: solo alle sette di mattina furono compiuti i primi arresti. Se inizialmente la folla era di afroamericani, su Chene Street si raggruppò un'altra folla, questa volta multiculturale. Il pastore della Chiesa Episcopale Greca sulla 12th Street riferì che i rivoltosi provavano "gioia nel gettare l'arredamento fuori dagli edifici". La polizia condusse diversi rastrellamenti lungo la 12th Street, ma si dimostrarono del tutto inefficaci a causa del gran numero di rivoltosi. Il primo significativo incendio scoppiò a metà pomeriggio in un negozio di alimentari all'incrocio tra la 12th Street e Atkinson Street. La folla impedì ai pompieri di spegnerlo e presto altri focolai divamparono nelle vicinanze.
I media locali inizialmente evitarono di riportare i fatti nella speranza di non ispirare degli emulatori, ma la rivolta si diffuse in altre zone della città, dove diversi negozi vennero devastati. Nel pomeriggio le notizie iniziarono a circolare e le persone che partecipavano a eventi al Fox Theater e alla partita di baseball dei Detroit Tigers furono avvertite di evitare certi quartieri della città. La cantante Martha Reeves, mentre era sul palco del Fox Theater a cantare Jimmy Mack, chiese al pubblico di uscire senza agitarsi a causa dei disordini all'esterno. Per placare la rivolta il giocatore afroamericano Willie Horton, originario della stessa Detroit e cresciuto non lontano dalla 12th Street, si diresse in auto in mezzo alla folla, ancora con la divisa da giocatore, pregando loro di fermarsi, ma il tentativo fu inutile.

### Lunedì 24 luglio
La Michigan State Police e il dipartimento degli sceriffi della contea di Weyne giunsero a Detroit per assistere la polizia cittadina, completamente sopraffatta. Con la crescita delle violenze, la polizia cominciò a effettuare diversi arresti detenendo i rivoltosi in prigioni improvvisate. Il numero di arrestati era così alto che il lunedì mattina non erano ancora stati condotti di fronte a un giudice per essere incriminati. Alcuni inoltre diedero nomi falsi, rendendo le procedure più complesse e costringendo le forze dell'ordine a confrontare le impronte digitali.
La polizia cominciò a fotografare i rivoltosi insieme a chi li aveva fermati e alla refurtiva, in modo da velocizzare le procedure. Più dell'80% degli arrestati erano afroamericani e circa il 12% erano donne. La Guardia Nazionale del Michigan, che era stata fatta intervenire dal Governatore, non era autorizzata a compiere arresti quindi i soldati dovevano essere affiancati dai poliziotti, e cominciarono a fermare senza discriminare tra violenti e semplici curiosi scesi in strada.
Gli episodi di violenza aumentarono per tutta la giornata: furono riportati 231 episodi all'ora, 483 incendi e 1800 arresti. I saccheggi e gli incendi dolosi oramai dilagavano e nemmeno le attività commerciali gestite da afroamericani erano risparmiate , così come farmacie, negozi d'abbigliamento e ristoranti. «Non importa il colore della tua pelle, sarai saccheggiato ugualmente» sentenziò un commerciante di colore in quei giorni. I vigili del Fuoco locali furono bersagliati da colpi di arma da fuoco mentre svolgevano il loro lavoro. Durante la rivolta furono rubati dai negozi d'armi 2498 fucili e 38 pistole.
Il membro della Camera dei Rappresentanti per il Michigan John Conyers, che era contrario all'impiego delle truppe federali, tentò di allentare la tensione guidando lungo la 12th Street con un altoparlante col quale chiedeva alla popolazione di tornare alle proprie case, ma senza ottenere risultati.

### Martedì 25 luglio
Poco prima della mezzanotte, il Presidente Johnson autorizzò l'invio di soldati federali in accordo con l'Insurrection Act del 1807, il quale autorizza il presidente all'invio di truppe per combattere un'insurrezione in qualunque stato contro il governo. Questo diede a Detroit l'"onore" di essere l'unica città statunitense ad essere occupata da soldati federali per ben tre volte. L'82nd Airborne Division e la 101st Airborne Division si recarono quindi alla vicina Selfridge Air National Guard Base. Dall'1.30 del mattino di martedì, circa 8000 uomini della Guardia Nazionale del Michigan furono impiegati per placare i disordini. In seguito, il numero fu aumentato da 4700 paracadutisti della 82nd e 101st Airborne Division, oltre a 360 ufficiali della Polizia di Stato del Michigan.
Il caos intanto continuava e le forze dell'ordine locali erano oberate di lavoro e iniziarono a accusare la stanchezza. Inoltre furono portati alla luce numerosi atti di abuso contro i fermati (indifferentemente se neri o bianchi). Sebbene solo 26 degli oltre 7000 arresti coinvolsero dei cecchini, e nessun accusato fu poi condannato, la paura da parte della polizia provocò molte perquisizioni alla ricerca di armi, sia all'interno di veicoli che di abitazioni. Semplici violazioni del coprifuoco furono trattate dalla polizia con brutalità, come testimoniano le foto segnaletiche dei fermati dalla polizia; molte donne furono spogliate e molestate, mentre i poliziotti scattavano le fotografie.

### Mercoledì 26 e giovedì 27 luglio
Alcuni analisti concordano che le violenze accrebbero ulteriormente con l'impiego dei soldati, benché questi ultimi siano riusciti a sedare la rivolta in 48 ore. Quasi la totalità della Guardia Nazionale del Michigan era del tutto inesperta dal punto di vista militare né tanto meno capace di muoversi in un contesto d'azione di tipo urbano; le truppe dell'esercito invece avevano l'esperienza derivante dalla Guerra del Vietnam. Ciò si tradusse in una maggiore efficacia dei secondi rispetto ai primi: in particolare, gli uomini della Guardia Nazionale ingaggiarono persino dei combattimenti a fuoco con i rivoltosi, che portarono alla morte di un membro della Guardia. Delle 12 persone che i soldati colpirono e uccisero, solo una fu a causa di soldati federali.
Carri armati e mitragliatrici furono usati per mantenere l'ordine. Alcuni filmati e fotografie viste dal mondo intero mostravano chiaramente una città in fiamme, con soldati in assetto da combattimento e carri armati pattugliare le strade. Il Michigan Civil Rights Commission intervenne per cercare di tutelare i diritti degli arrestati. Il suo arrivo non fu ben visto dalla polizia, che lo considerava semplicemente un disturbo al loro lavoro e la Detroit Police Officers Association arrivò a protestare direttamente con il governatore Romney.
Da giovedì 27 luglio la situazione migliorò sensibilmente, tanto che gli ufficiali ritirarono le munizioni dagli uomini della Guardia Nazionale e ordinarono di infilare le baionette. Il ritiro definitivo delle truppe iniziò il giorno seguente, venerdì 28, giorno dell'ultimo maggiore incendio della rivolta. Il ritiro dell'esercito fu completato nella giornata di sabato 29. Nella città di Detroit si stima che diecimila persone parteciparono attivamente alle rivolte, mentre almeno centomila scesero in strada; 36 ore dopo 43 persone erano state uccise, di cui 33 neri e 10 bianchi. Più di 7200 furono arrestati, per la maggior parte neri. Il sindaco Jerome Cavanagh nel vedere i danni disse "Oggi siamo in mezzo alle ceneri delle nostre speranze. Speravamo che quello che stavamo facendo fosse sufficiente. Ma non lo fu."
La rivolta di Detroit fu un catalizzatore per altri atti di violenza nelle aree di periferia e altre aree del Michigan. Vennero riportate alcune proteste in Highland Park e River Rouge; un allarme bomba in un negozio della catena E. J. Korvette richiese un massiccio impiego di forze di polizia nel sobborgo di Southgate e altri piccoli episodi avvennero a Hamtramck. Lo stato impiegò quindi uomini della Guardia Nazionale o ufficiali di polizia in altre città del Michigan, dove simultaneamente avvennero delle rivolte, come Pontiac, Flint, Saginaw, Grand Rapids, o Toledo e Lima dell'Ohio; New York City e Rochester dello stato di New York; Cambridge nel Maryland; Englewood nel New Jersey; Houston nel Texas; Tucson nell'Arizona. In totale furono riportati disordini in più di due dozzine di città.

## Vittime e danni
Dopo 5 giorni di proteste, i danni alle cose e le perdite umane furono le seguenti:

### Morti
43 persone rimasero uccise: 33 afroamericani e 10 bianchi. 24 degli afroamericani furono colpiti da ufficiali di polizia e uomini della Guardia Nazionale; 6 furono colpiti da proprietari di attività commerciali e guardie private; 1 rimase folgorata da una linea elettrica scoperta; 2 morirono asfissiate dal fumo all'interno di un edificio in fiamme. Gli uomini della Guardia Nazionale e della Polizia di Detroit ingaggiarono degli scontri a fuoco non necessari che misero in pericolo i civili e aumentarono il caos tra le forze dell'ordine: in numerose occasioni, la polizia credeva di essere sotto il tiro di cecchini, mentre in realtà a sparare erano i membri della Guardia Nazionale. Un giovane afroamericano, Albert Robinson, fu ucciso da un uomo della Guardia Nazionale che, sebbene disarmato, lo trascinò fuori da un edificio dove lo trafisse con la baionetta e gli sparò. Julius Lust, un cittadino bianco disarmato, fu colpito dalle forze di Polizia di Detroit all'interno di un'auto in un parcheggio. Durante il fuoco incrociato tra le forze dell'ordine e i rivoltosi, un teen-ager disarmato di colore, Ernest Roquemore, fu colpito a morte dalla polizia, che colpì altri tre individui, di cui uno dovette in seguito subire l'amputazione di una gamba.
Tra le forze dell'ordine un ufficiale di polizia rimase ucciso, così come 2 vigili del fuoco di Detroit e un soldato della Guardia Nazionale. Il poliziotto fu ucciso da un collega mentre cercava di bloccare un gruppo di sciacalli, il primo pompiere rimase folgorato mentre cercava di spegnere un incendio doloso, mentre il secondo fu colpito mentre distribuiva gli ordini presso Mack and St. Jean streets. Anche il membro della Guardia Nazionale rimase ucciso nel fuoco incrociato. Tra i bianchi uccisi ci fu il caso di una donna che, insieme al marito, cercò di fermare un pestaggio di neri nei confronti di un uomo bianco; uno fu ucciso dalla Guardia Nazionale; una donna fu colpita da un cecchino mentre era nella propria camera d'albergo e un uomo morì in seguito alle percosse da parte di un proprietario di un negozio mentre lo stava rapinando.

#### La morte di Tanya Blanding
A causa della sua giovanissima età e delle circostanze dell'evento, il caso della piccola Tanya Blanding simboleggia il clima di quei giorni. Tanya si trovava all'interno del suo appartamento al secondo piano all'incrocio tra la 12th Street e Euclid Street quando fu colpita al petto da un proiettile calibro 50 sparato da una mitragliatrice della Guardia Nazionale che stazionava poco distante. I membri della guardia nazionale dissero che stavano rispondendo al fuoco di un cecchino che si trovava proprio in quell'appartamento. In realtà, il brillio che fece sparare i soldati non era dovuto a un'arma da fuoco bensì all'accensione di una sigaretta da parte di un famigliare di Tanya. Il sergente Mortimer J. LeBlanc, 41 anni, dichiarò di essere stato lui a premere il grilletto. Tuttavia, nelle indagini che seguirono, nessuno fu condannato per l'accaduto.

### Feriti
Durante le proteste ci furono 1189 feriti: 407 civili, 289 sospetti, 241 ufficiali di Polizia di Detroit, 134 vigili del fuoco, 55 membri della Guardia Nazionale, 67 ufficiali della Polizia di Stato del Michigan, 15 sceriffi della Contea di Wayne e 8 soldati dell'Esercito Federale.

### Arresti
CI furono 7231 persone arrestate: 6528 adulti e 703 giovani; il più giovane era di 4 anni e il più vecchio di 82. Metà dei fermati era incensurato: 251 bianchi e 678 neri. I reati più comuni erano il saccheggio (64%) e le violazioni al coprifuoco (14%)

### Danni economici
Ci furono 2509 negozi che subirono il saccheggio, 388 famiglie persero la casa e 412 edifici furono talmente danneggiati dalle fiamme che dovettero essere abbattuti. Si stima che i danni alle proprietà siano stati tra i 40 e 45 milioni di dollari.

#### Joe's Record Shop
Il Joe's Record Shop, al numero 8434 della 12th Street, di proprietà di Joe Von Battle, fu una delle attività commerciali che furono distrutte durante gli Scontri di Detroit del 1967. L'attività fu fondata nel 1945, al 3530 di Hastings Street dove Battle vendeva i dischi e registrava artisti come John Lee Hooker, il reverendo C.L. Franklin e la figlia, Aretha Franklin. Il negozio venne spostato nel 1960 a causa delle espropriazioni per la costruzione della Chrysler Freeway. Battle e altri negozianti quindi si spostarono da Hastings St. alla 12th Street, dove fu in attività fino agli eventi del 23 luglio 1967. Durante gli scontri, Battle rimase a difendere il proprio negozio con la sua pistola ma, dopo il primo giorno di proteste, la polizia non permise più la difesa personale delle proprie attività commerciali. Giorni dopo, Battle ritornò al suo negozio con la figlia, Marsha Battle Philpot e quello che trovarono fu soltanto un ammasso di "detriti bagnati e fetidi di quello che era stato uno dei più memorabili negozi di dischi di Detroit". Il Joe's Record Shop e la maggior parte dei dischi e delle registrazioni all'interno, erano distrutte. Il negozio non fu mai più riaperto.

## Contesto sociale
Molti statunitensi considerano Detroit come una città simbolo per la questione razziale durante i primi anni '60. L'elezione del sindaco Jerome Cavanagh nel 1961 portò una riforma al dipartimento di polizia, guidata dal nuovo commissario George Edwards. Anche l'organizzazione del lavoro stava subendo profondi cambiamenti, spinti da Walter Reuther, presidente della United Automobile Workers, soprattutto per i sobborghi e baraccopoli operaie.
Nei primi anni '20 del XX secolo, quando i neri si stabilirono a Detroit durante la Grande migrazione afroamericana, la città crebbe troppo rapidamente rispetto alle costruzioni abitative. Gli afroamericani incontrarono una forte discriminazione per trovare una casa o un lavoro ed entrarono in competizione per lavori umili con bianchi provenienti dagli stati del sud o dell'est Europa. Alcuni dei modelli di segregazione razziale ed etnica (basati in parte sulle diverse religioni degli americani e degli europei), persistevano dopo che altri tipi di discriminazioni sociali si erano allentate verso la metà del XX secolo. Non erano rari episodi di mobbing per negare le abitazioni agli afroamericani durante gli anni '60: quando si spargeva la notizia che vi era stato un acquisto di una casa da parte di un nero, i bianchi organizzavano picchetti davanti all'edificio, spesso infrangendo finestre, appiccando incendi e attaccando direttamente i nuovi concittadini. Nel 1956 il sindaco Orville Hubbard di Dearborn, dell'area metropolitana di Detroit, si vantò sul Montgomery Advertiser (quotidiano dell'Alabama), che "I negri non possono venire qui… questa gente è talmente contro quelli di colore, molto di più di voi dell'Alabama."
Durante gli anni '60 molti neri avanzarono verso lavori migliori. La città aveva una solida e prosperosa classe media afroamericana, salari più elevati per gli operai neri non specializzati dovuti al boom automobilistico, due membri del Congresso afroamericani (che equivalevano alla metà dei rappresentanti neri al Congresso in quegli anni), tre giudici neri, due membri del Detroit Board of Education neri, una commissione edilizia che era per il 40% afroamericana, ed infine ben 12 neri rappresentavano Detroit al Parlamento dello Stato del Michigan. Nicholas Hood, l'unico membro nero dei nove componenti del Detroit Common Council, elogiò l'amministrazione Cavanagh per la disponibilità ad ascoltare i problemi della città. Settimane prima degli scontri, il sindaco Cavanagh disse che i cittadini non "hanno bisogno di tirare mattoni per farsi ascoltare dal Municipio."
Detroit beneficiò di milioni di dollari grazie ai programmi della Grande società del presidente Johnson, che investì principalmente nel centro città, dove la povertà e i problemi sociali erano concentrati. Il The Washington Post sosteneva che le scuole del centro di Detroit stavano subendo "le riforme più importanti e più efficaci del paese nell'istruzione". Le condizioni delle abitazioni non erano considerate peggiori rispetto a quelle di altre città del nord degli Stati Uniti. Nel 1965 l'American Institute of Architects conferì a Detroit un riconoscimento per lo sviluppo urbano. La città aveva ben radicati sul territorio alcuni quartieri neri come Conant Gardens. Agli inizi del XX secolo, ondate di immigrati si stabilirono in aree su base etnica. Nel maggio del 1967 l'amministrazione federale classificò le case per afroamericani di Detroit al di sopra di città come Filadelfia, New York, Chicago o Cleveland. Tuttavia rimanevano dei segnali di contrasto: nel 1964 Rosa Parks, che si era trasferita a Detroit alla fine del decennio precedente, dichiarò in un'intervista: "non avverto una grande differenza qui [rispetto all'Alabama]… la separazione delle case è terribile allo stesso modo ed, anzi, sembra addirittura più visibile rispetto ad altre grandi città."
Il Dipartimento di Giustizia degli Stati Uniti d'America indicò Detroit come città modello per le relazioni tra polizia e comunità. Le riviste Fortune, Newsweek, The Christian Science Monitor, Look, Harper's Magazine, US News and World Report e il The Wall Street Journal pubblicarono tutti articoli positivi sulla città; il sindaco Cavanagh era così altamente considerato a livello nazionale che fu eletto capo della Conference of Mayors e della National League of Cities. Nel 1965 fu rieletto con il 69% dei voti. Anche se Cavanagh si inimicò molte persone quando fallì la nomina alla nomination democratica per un seggio al Senato nel 1966, la città fu fiera di aver stroncato sul nascere una possibile rivolta a Kercheval Street nel 1966. I funzionari ritenevano che le forze di polizia fossero in grado di controllare potenziali rivolte.
Come scrisse in Violence in the Model City lo storico Sidney Fine, molti afroamericani residenti a Detroit però non erano soddisfatti delle condizioni sociali della città prima del 23 luglio 1967 e credevano che il progresso stesse procedendo con troppa lentezza. Dopo la rivolta, la Kerner Commission riportò che in un sondaggio condotto sugli abitanti neri di Detroit, nessuno si dichiarava contento della città prima degli scontri. Le aree di maggior discriminazione identificate da Fine erano polizia, abitazioni, occupazione, segregazione spaziale all'interno della città, maltrattamento da parte dei commercianti, scarse attività ricreative, bassa qualità dell'educazione pubblica, accesso alle cure mediche difficoltose e il "modo in cui la guerra alla povertà era in corso a Detroit."

### Polizia
Il Dipartimento di Polizia di Detroit era amministrato direttamente dal sindaco. Prima della rivolta, i collaboratori di Cavanagh, George Edwards e Ray Girardin lavorarono per una riforma. Edwards cercò di reclutare e promuovere i neri ma rifiutò di istituire un comitato di revisione della polizia di estrazione civile, come richiedevano gli afroamericani. Nel tentativo di punire i poliziotti accusati di brutalità, l'intero dipartimento si volse contro di lui. Molti bianchi percepivano le sue politiche come "troppo morbide contro il crimine". La Community Relations Division della Civil Rights Commission del Michigan intraprese uno studio nel 1965 sulle forze di polizia, pubblicato poi nel 1968, in cui indicò la polizia come affetta da razzismo: essa reclutava persone "bigotte" i cui pregiudizi venivano rinforzati dal "sistema di valori" del dipartimento stesso. Un sondaggio condotto dalla Commissione Kerner scoprì che prima della rivolta, il 45% dei poliziotti che operavano nei quartieri neri era "estremamente razzista" e un ulteriore 34% era "affetta da pregiudizi."
Nel 1967, il 93% della polizia era composta da bianchi, sebbene il 30% dei cittadini di Detroit fosse di colore. Gli episodi della brutalità della polizia facevano sentire gli afroamericani in pericolo, venivano offesi quando i poliziotti si rivolgevano a loro con appellativi quali "boy" per gli uomini e "honey" o "baby" per le donne oppure venivano chiamate prostitute per il semplice fatto di camminare sui marciapiedi. La polizia era solita arrestare persone prive di documenti con sé e la stampa locale ha riportato numerosi casi in cui la polizia aveva eseguito pestaggi contro afroamericani negli anni precedenti il 1967.
La popolazione di colore si lamentò della velocità di intervento delle forze dell'ordine in seguito alle loro chiamate, in netto ritardo rispetto alle chiamate dei bianchi, credevano che i poliziotti approfittassero della criminalità nei quartieri neri e la rivelazioni da parte della stampa di connessioni tra polizia e crimine organizzato non fecero che diminuire la fiducia nelle forze dell'ordine e, in ultimo, avvertivano che le retate della polizia nei club o bar (importanti per la vita sociale dei neri dagli anni '20) erano solamente su base razziale.

### Occupazione
Durante il secondo dopoguerra, la città perse circa 150 000 posti di lavoro a favore delle periferie. I principali fattori comprendevano i cambiamenti tecnologici, un aumento dell'automatizzazione, il consolidamento dell'industria automobilistica, il sistema di tassazione, la costruzione del sistema autostradale che facilitò i trasporti. Grandi compagnie come la Packard, la Hudson Motor Car Company e la Studebaker, così come centinaia di piccole attività, fallirono portando così negli anni '50 il tasso di disoccupazione al 10%. Tra il 1946 e il 1956 la General Motors investì 3,4 miliardi di dollari in nuovi impianti, la Ford 2,5 miliardi e la Chrysler 700 milioni; ciò portò all'apertura di 25 nuovi impianti per la fabbricazione di automobili, tutti nella periferia di Detroit, i lavoratori lasciarono quindi il centro città per la periferia. Anche altri componenti della classe media lasciarono il centro città per nuovi quartieri residenziali. Il tutto si tradusse in una perdita da parte della città di circa diecimila residenti all'anno, in favore delle zone periferiche. La popolazione di Detroit diminuì di 179 000 unità tra il 1950 e il 1960 e di ulteriori 156 000 residenti nel 1970, il che ebbe ripercussioni sulle attività commerciali al dettaglio e sui servizi della città.
Ai tempi della rivolta, la disoccupazione a Detroit tra gli uomini neri era più del doppio rispetto ai bianchi: negli anni '50 infatti, il 15,9% dei neri era senza lavoro, contro solo il 6% dei bianchi. Questo era dovuto parzialmente al sistema sindacale presente nelle fabbriche; ad eccezione della Ford, che assunse un numero significativo di afroamericani per i suoi impianti, le altre industrie automobilistiche non assunsero neri fino allo scoppio della Seconda Guerra Mondiale costretti dalla carenza di manodopera. Con l'abbassarsi dell'anzianità, neri furono i primi ad essere licenziati nei tagli dopo la guerra, in più gli afroamericani furono ghettizzati nei lavori più pericolosi e rischiosi. Quando l'industria dell'auto crebbe nuovamente nei primi anni '60, solo la Chrysler e la Cadillac Division della General Motors assemblavano automobili nella città di Detroit. I neri che assunsero ebbero i lavori "peggiori e più pericolosi: il reparto fonderia e carrozzeria". Sebbene vi fosse una solida classe media benestante di colore, impiegata in settori come medicina, servizi sociali, pubblica amministrazione, molti altri neri assunti al di fuori dell'industria erano relegati a lavori come camerieri, facchini e custodi mentre le donne erano costrette a lavori come domestiche o balie. Alcuni settori erano famosi per la discriminazione contro l'assunzione dei neri, anche ai livelli base: occorse il picchettaggio da parte di Arthur Johnson e della sezione di Detroit della NAACP prima che la First Federal Bank of Midwest assumesse i primi cassieri e commessi di colore.

### Case e quartieri
Detroit ebbe un'alta percentuale di proprietari delle proprie case, sebbene i costi elevati. Ci furono numerosi progetti di riorganizzazione urbana nel secondo dopoguerra, con l'intento di migliorare i quartieri residenziali ma ciò portò a un differenziazione degli stessi su base etnica. In particolare la città intraprese una serie di riforme urbanistiche che colpivano specialmente i neri, che occupavano alcuni tra gli edifici più vecchi: Black Bottom e Paradise Valley erano le zone di prima scelta per gli afroamericani a causa delle loro scarse possibilità finanziarie negli anni tra il 1910 e il 1950.
Detroit era comunque considerata una città modello nel rinnovamento urbano. Gli obbiettivi primari erano di "arrestare l'esodo delle attività commerciali dal centro città, migliorare i quartieri disagiati e infine allargare la base fiscale della città."
Sostenuta dalle leggi federali, incluse le versioni del 1941, 1949, 1950, e 1954 dell'Housing Act e dei successivi emendamenti degli anni '60, la città ricevette fondi per lo sviluppo del complesso del Detroit Medical Center, di Lafayette Park, del Central Business District e della Chrysler Freeway, possibili grazie all'espropriazione di terreni e all'eliminazione delle baraccopoli. L'obiettivo era un rinnovamento e un ridisegno dell'intero assetto urbano i cui effetti sociali però, non furono del tutto compresi. Mentre i vecchi quartieri venivano demoliti, i cittadini neri e le altre etnie più povere, si trasferirono nelle aree a nord di Black Bottom, lungo il Grand Boulevard, specialmente sul lato ovest di Woodward fino al quartiere della 12th Street. Il giornalista israeliano Ze'ev Chafets descrisse nel suo libro Devil's Night and Other True Tales of Detroit come negli anni '50 l'area intorno alla 12th Street cambiò rapidamente da comunità ebraica a una comunità prevalentemente di colore; gli ebrei quindi si spostarono verso la periferia comprando nuove case ma continuando a mantenere le proprietà o le attività commerciali nella zona dove prima risiedevano. Di conseguenza, molti dei neri che si trasferirono sulla 12th Street affittavano da padroni di casa assenti e acquistavano in negozi di proprietari sconosciuti. Il tasso di criminalità iniziò a salire.
Nel 1967, il quartiere che circondava la 12th Street aveva una densità di popolazione doppia rispetto alla media della città. Dopo la rivolta, giornalisti del Detroit Free Press indicarono con un sondaggio come il problema delle abitazioni era al secondo posto nella classifica delle cause dei disordini, dietro solo alla violenza della polizia.

### Istruzione
Le scuole pubbliche di Detroit prima della rivolta soffrivano di discriminazione razziale e di carenza di fondi, quest'ultima a causa dell'abbassamento della popolazione mentre saliva il numero di studenti: dal 1962 al 1966 le iscrizioni crebbero da 238 811 a 294 653. Allo stesso tempo, le famiglie della classe media stavano abbandonando il distretto e il numero di studenti provenienti da famiglie a basso reddito ed economicamente svantaggiate, per la maggior parte nere, cresceva. Nel 1966-67 il finanziamento per allievo a Detroit era di 193 $ contro i 225 $ della periferia. Ad esacerbare ulteriormente queste differenze vi erano le difficoltà nell'insegnamento verso gli studenti svantaggiati. Il Detroit Board of Education stimò che costava circa il doppio insegnare a un bambino del centro rispetto a un bambino della periferia. Secondo le leggi del Michigan nel 1967, le classi non potevano superare i 35 studenti ma le scuole del centro spesso contavano addirittura 40 studenti per insegnante. Per ottenere lo stesso rapporto insegnante/studenti del resto dello stato, Detroit avrebbe dovuto assumere 1650 insegnanti in più per l'anno scolastico 1966-1967.
Nel 1959, il Detroit School Board approvò una norma contro la discriminazione nelle scuole e nelle attività ad essa connesse. Da 1962 al 1966, diverse organizzazioni continuarono a lavorare per migliorare la qualità dell'insegnamento per gli studenti di colore, come il numero di studenti per classe e il modo in cui venivano trattati dai professori. Il Citizens Advisory Committee on Equal Educational Opportunities riportò uno sistema discriminatorio nell'assegnazione degli insegnanti e presidi nelle scuole di Detroit. Trovarono anche gravi discriminazioni nei programmi di avvio all'impiego e negli apprendistati. Il Detroit Board of Education accettò le indicazioni del comitato ma doveva fronteggiare una crescente opposizione popolare. il NAACP chiese l'assunzione di personale scolastico e una riduzione della segregazione attraverso una politica di scuola aperta a tutti. Precedendo la rottura tra i gruppi di difesa dei diritti dei neri e dei neri nazionalisti dopo la rivolta, un comitato locale guidato dal reverendo Albert Cleage, il Group of Advanced Leadership (GOAL), chiese dei cambiamenti sui libri di testo e sulle modalità di insegnamento: Cleage voleva degli insegnanti neri che insegnassero a studenti neri la loro storia invece che classi miste dove tutti gli studenti erano sottoposti agli stessi metodi di valutazione.
Nei mesi di aprile e maggio del 1966, una protesta studentesca alla Detroit Northern High School fece notizia in tutta la città. La scuola era al 98% frequentata da neri e aveva dei punteggi ai test accademici inferiori alla media. Un articolo di un giornale studentesco, censurato poi dalla direzione scolastica, accusava gli insegnanti e il preside di "promozione sociale" ossia di promuovere e diplomare i ragazzi senza verificarne le conoscenze. Gli studenti quindi organizzarono una "scuola libera" in una chiesa vicina, ed erano aiutati da insegnanti volontari della Wayne State University. A maggio vennero organizzati degli scioperi per simpatizzare la causa e il reverendo Cleage prese parte alla protesta. Quando il consiglio scolastico votò per la rimozione del preside e del vice-preside, e dell'unico ufficiale di polizia assegnato alla Northern, i bianchi reagirono contro queste decisioni, accusando il consiglio di capitolare alle minacce ed erano sconvolti di come gli studenti stessero "comandando la scuola". I residenti inoltre, votarono contro un aumento della tassazione scolastica.
Sotto l'amministrazione Cavanagh, il consiglio scolastico creò una Community Relations Division a livello di sovrintendenza. Arthur L. Johnson, il capo della sezione di Detroit della NAACP fu assunto nel 1966 per migliorare l'integrazione e le relazioni razziali. Tuttavia la situazione delle scuole a prevalenza afroamericana sostanzialmente non cambiò dal punto di vista del soprannumero e della scarsità di risorse.

### Negozi e servizi
Tramite sondaggi pubblicati sul Detroit Free Press emerse che i neri erano enormemente infelici sul modo in cui venivano trattati dai negozianti rispetto ai bianchi. Nei negozi che servivano i quartieri di colore, i proprietari praticavano "pratiche di credito non etiche" ed erano "scortesi se non peggio verso i propri clienti." La NAACP, la Trade Union Leadership Council (TULC) e il Congress of Racial Equality (CORE) portarono questo problema di fronte all'amministrazione Cavanagh prima della rivolta. Nel 1968 l'arcidiocesi di Detroit pubblicò uno dei più grandi sondaggi mai condotti sui consumatori nella storia degli Stati Uniti: emerse che gli abitanti del centro città pagava fino al 20% in più per il cibo e i generi di prima necessità rispetto alla periferia. Tra le motivazioni rientravano le politiche commerciali dei grandi magazzini e la facilità di approvvigionamento rispetto ai negozi del centro.

## Conseguenze
I cittadini neri e bianchi videro gli eventi del luglio 1967 in maniera differente. Nel suo libro Violence in the Model City, lo storico Sidney Fine riporta numerosi sondaggi finanziati con soldi pubblici e pubblicati dal Detroit Free Press condotti poco dopo la rivolta. Sebbene si pensasse che il Black Nationalism avesse giocato il suo ruolo nella rivolta e il seguito del reverendo Cleage crebbe, emerse che erano i bianchi i più favorevoli alla separazione.
Solo l'1% dei residenti neri di Detroit era favorevole alla "separazione totale" tra le razze nel 1968 mentre il 17% dei bianchi ne era favorevole. Gli afroamericani disposti ad una integrazione erano l'88% contro solo il 24% dei bianchi. Occorre però distinguere tra i neri residenti sulla 12th Street e quelli che abitavano nel resto della città: ad esempio il 22% dei primi pensavano che si dovesse procedere con l'integrazione. Ciò nonostante un ulteriore sondaggio, condotto nel 1968, mostrò come l'approvazione della popolazione di colore andasse a politici convenzionali come Charles Diggs (27%) o John Conyers (22%) rispetto al reverendo Albert Cleage (1%).